# イリーナ・ヤチェンコ
イリーナ・ヤチェンコ （ベラルーシ語: Ірына Ятчанка、1965年10月31日 - ）は、ベラルーシの陸上競技選手。ホメリ州ホメリ出身。円盤投の選手として1996年アトランタオリンピックから3大会連続してオリンピックに出場。アトランタ大会では12位という結果に終わるが、2000年シドニーオリンピックでは、65m20で、ベラルーシのエリーナ・ズベレワ、ギリシャのアナスタシア・ケレシドゥに次いで銅メダルを獲得。4年後のアテネオリンピック大会では銅メダルを獲得したがドーピング再検査により剥奪された。
夫の、イゴール・アスタプコビッチもオリンピックでメダルを獲得したハンマー投の選手である。

## 自己ベスト
- 円盤投 - 69m14 （2004年7月31日:ミンスク）

## 主な実績
| 年   | 大会                               | 場所                     | 種目   | 結果 | 記録  |
| ---- | ---------------------------------- | ------------------------ | ------ | ---- | ----- |
| 1999 | 世界陸上選手権                     | セビリヤ(スペイン)       | 円盤投 | 9位  | 62m99 |
| 2000 | オリンピック                       | シドニー(オーストラリア) | 円盤投 | 3位  | 65m20 |
| 2003 | 世界陸上選手権                     | パリ(フランス)           | 円盤投 | 1位  | 67m32 |
| 2004 | オリンピック                       | アテネ(ギリシャ)         | 円盤投 | DQ   | -     |
| 2004 | IAAFワールドアスレチックファイナル | モンテカルロ(モナコ)     | 円盤投 | 3位  | 64m20 |
| 2007 | 世界陸上選手権                     | 大阪(日本)               | 円盤投 | 10位 | 58m67 |
| 2008 | オリンピック                       | 北京(中国)               | 円盤投 | 11位 | 59m27 |